# Bent Cold Sidewalk
Bent Cold Sidewalk è un singolo pubblicato nel 1978 solamente in Francia dalla band tedesca di musica elettronica, i Tangerine Dream. È il primo brano cantato (da Steve Jolliffe) nella carriera del gruppo, se si escludono i vocalizzi di Alpha Centauri.
Il testo parla della solitudine e della ricerca della felicità.

## Tracce
1. Bent Cold Sidewalk – 3:35
2. Rising Runner Missed By Endless Sender – 4:55

Durata totale: 8:30

## Formazione
- Edgar Froese – sintetizzatori, chitarra elettrica
- Christopher Franke – sintetizzatori, percussioni
- Steve Jolliffe – voce, basso, flauto alto e piccolo, corno inglese, tastiera Elka, pianoforte
- Klaus Krieger – batteria, percussioni elettroniche